# 博蒂朗
博蒂朗（法語：Beautiran，法語發音：[botiʁɑ̃]）是法国吉伦特省的一个市镇，属于波尔多区。

## 地理
博蒂朗（44°42'13"N, 0°27'8"W）面积6.35 平方千米，位于法国新阿基坦大区吉倫特省，该省份为法国西南部沿海省份，是法國本土面积最大的省，北起滨海夏朗德省，西临大西洋，南至朗德省，东南接洛特-加龍省，东临多爾多涅省。
与博蒂朗接壤的市镇（或旧市镇、城区）包括：伊勒圣乔治、艾格莫尔特-莱格拉沃、博雷什、卡斯特尔吉伦特、圣塞尔沃、塔巴纳克。

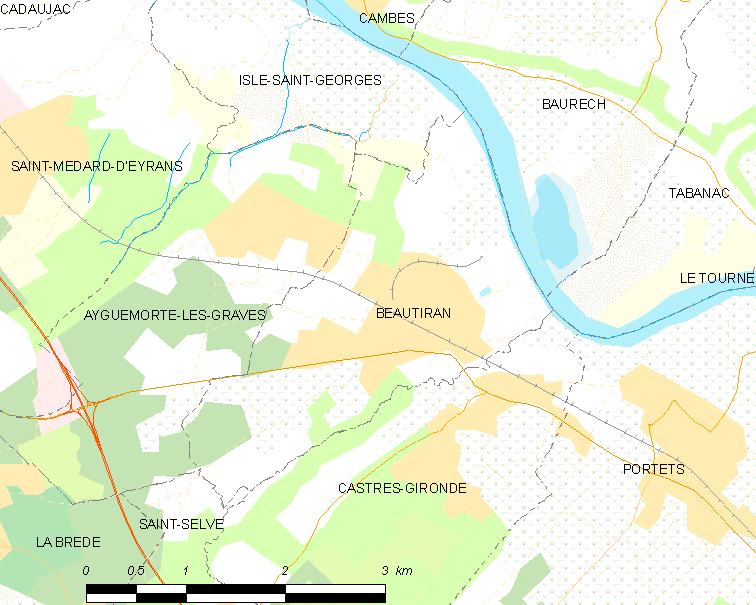
博蒂朗的OSM定位图

博蒂朗的时区为UTC+01:00、UTC+02:00（夏令时）。

## 行政
博蒂朗的邮政编码为33640，INSEE市镇编码为33037。

## 政治
博蒂朗所属的省级选区为拉布雷德县。

## 人口

1962-2008年间博蒂朗人口变化图示

博蒂朗于2022年1月1日时的人口数量为2466人。